# Mureck
Mureck est une commune autrichienne du district de Südoststeiermark en Styrie.

## Histoire
Absorption d'Eichfeld le 1er janvier 2015.
Eichfeld est le lieu de situation du château de Brünnsee, où Marie-Caroline de Bourbon-Siciles (1798-1870), duchesse de Berry, a vécu son exil de France.